# Calle de los Fueros (Vitoria)
La calle de los Fueros es una vía pública de la ciudad española de Vitoria.

## Descripción
La vía, que fue parte de la travesía de la Fuente de las Ánimas y más tarde, entre 1867 y 1887, se conoció como «calle del Mediodía», discurre desde la confluencia del portal del Rey con la cuesta de San Francisco, donde conecta con la calle Nueva Fuera, hasta el paseo de la Universidad. El primer tramo de la calle fue la cuesta del Resbaladero, que no se unió al resto hasta 1929. Tiene cruces con las calles de Olaguíbel, de Postas, de la Independencia, de San Prudencio, de Ramón Ortiz de Zárate, de la Florida, de Manuel Iradier y de José Erbina.
Aparece descrita en la Guía de Vitoria (1901) de José Colá y Goiti con las siguientes palabras:

Calle de los Fueros.—En 21 de Agosto de 1867 se le dió el nombre de calle del Mediodia y el que ahora ostenta el 12 de octubre de 1887. Antes era parte de la Travesía de la Fuente de las Ánimas. Principia entre la plaza de la Independencia y calle de Barreras y termina en la entrada de mercancías del ferrocarril del Norte. El número 25 es el Convento colegio del Sagrado Corazón de Jesús, construido en 1894.
(Colá y Goiti, 1901a, p. 36)

También figura en aquella obra la primitiva «calle del Resbaladero», de la que se dice lo siguiente:

Calle del Resbaladero.—Nombre primitivo, dado á principios del siglo pasado. Principia en el portal del Rey y concluye en la plaza de la Independencia.
(Colá y Goiti, 1901b, p. 54)

A lo largo de los años, han tenido sede en la vía el Centro de Telégrafos y la Casa de Correos y Telégrafos, la Caja Provincial de Ahorros de Álava, el Círculo Republicano, la Compañía de Automóviles de Álava, el colegio del Sagrado Corazón de Jesús, la fábrica de naipes de Fournier y el Pensamiento Alavés, entre otras instituciones y comercios.